# ام‌وی پرامونی
ام‌وی پرامونی (به انگلیسی: MV Pramoni) یک کشتی است.